# Đồi Danubia

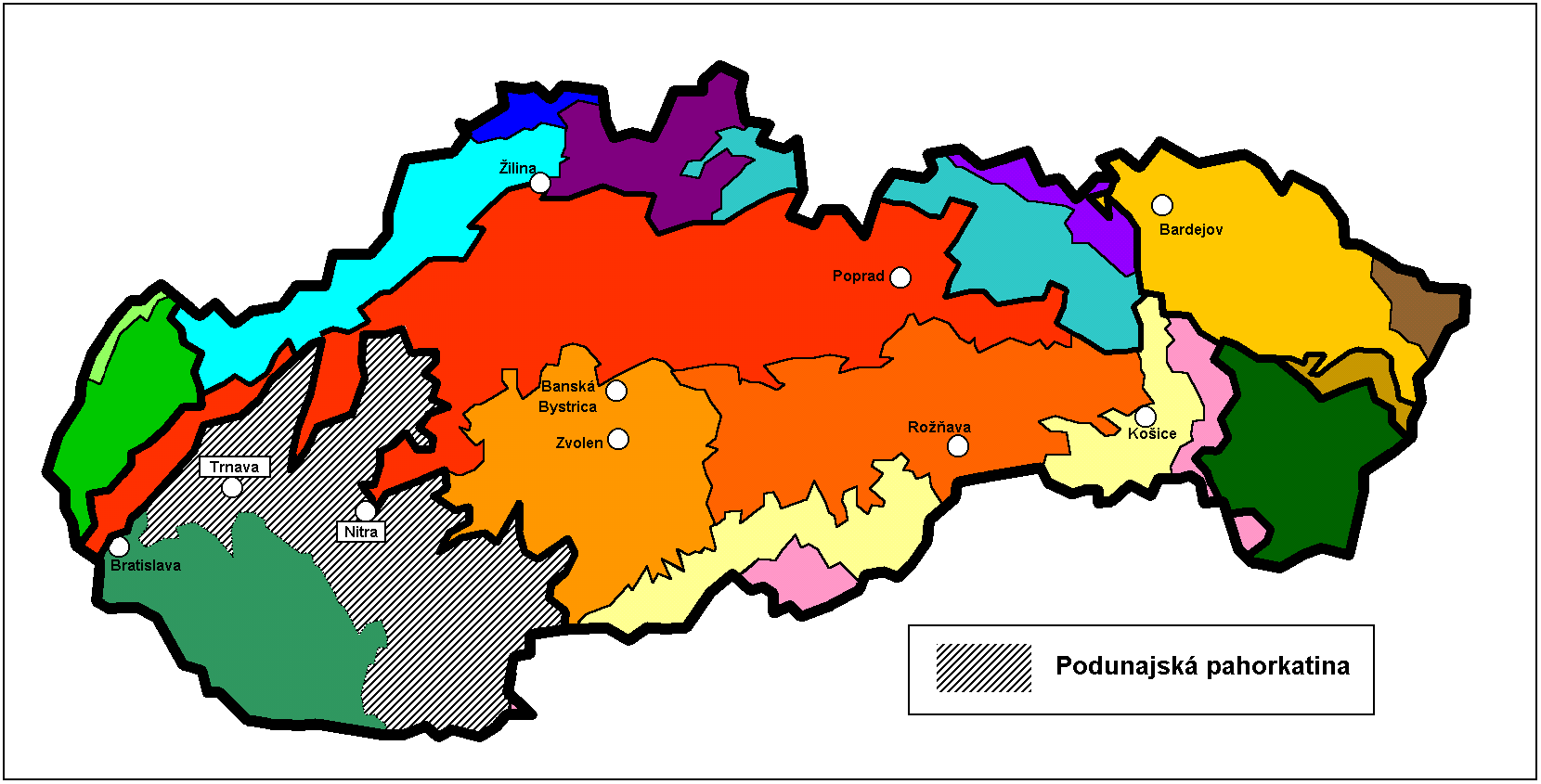
Dãy Danubia bao phủ một phần rộng lớn phía tây Slovakia

Đồi Danubia (tiếng Slovak: Podunajská pahorkatina), còn dịch là Vùng cao Danubia, nằm phía đông bắc của vùng đất thấp sông Danube ở Slovakia.
Khu vực này tiếp giáp với Đồng bằng Danubia và Sông Danube ở phía nam, Dãy Tiểu Karpat ở phía tây và dãy núi Tây Karpat ở phía bắc và phía đông. Đồi Danubia có biên giới với Đồng bằng Danubia chạy dọc theo tuyến đường qua các thành phố Bratislava - Senec - Sereď - Nové Zámky - Patince.
Đặc điểm địa chất của khu vực rất đa dạng, trong đó nổi bật là các loại đá (sét, sỏi, cát), lớp trầm tích từ Kỳ Đệ tứ (hoàng thổ) và lớp đất đai màu mỡ (đất đen và nâu).
Khu vực này bao gồm 6 thị trấn lớn là Trnava, Topoľčany, Nitra, Levice, Dudince và Štúrovo.

## Địa phận
Các sông Váh, Nitra, Žitava, Hron và Ipeľ chia khu vực này thành 11 địa phận từ tây sang đông, gồm:
- Trnavská pahorkatina (Đồi Trnava)
- Dolnovážska niva (Đồng bằng hạ lưu sông Váh)
- Nitrianka pahorkatina (Đồi Nitra)
- Nitrianka niva (Đồng bằng sông Nitra)
- Žitavská pahorkatina (Đồi Žitava)
- Žitavská niva (Đồng bằng sông Žitava)
- Hronská pahorkatina (Đồi Hron)
- Hronská niva (Đồng bằng sông Hron)
- Čenkovská niva (Đồng bằng sông Čenkov)
- Ipeľská pahorkatina (Đồi Ipeľ)
- Ipeľská niva (Đồng bằng sông Ipeľ)

Các đồng bằng sông nói trên đều có mạch nước ngầm phong phú.
Khu vực này có nhiều khu bảo tồn quy mô nhỏ với những cảnh quan thiên nhiên đặc sắc: Vùng đầm lầy Parížske močiare ("Đầm lầy Paríž"), đồng cỏ cát, thảo nguyên rừng (thuộc Khu Bảo tồn Thiên nhiên Čenkovská step và Chotínske piesky) và đặc biệt là các rừng sồi nhiệt đới (thuộc khu vực Dubník, Vŕšok).